# José María de Lezo y Vasco
José María de Lezo y Vasco (Granada, 1823-Madrid, 1900) fue un político español, marqués de Ovieco.

## Biografía
Nacido el 29 de septiembre de 1823 en Granada, durante el reinado de Isabel II fue diputado por Salamanca en varias ocasiones, entre ellas en las Cortes constituyentes de 1854. Ostentó el título nobiliario de marqués de Ovieco. Senador vitalicio primero durante el reinado de Isabel II y más adelante durante la Restauración, falleció el 19 de abril de 1900 en Madrid.